# Gagrella subfusca
Gagrella subfusca is een hooiwagen uit de familie Sclerosomatidae.